# Massilia albidiflava
Massilia albidiflava es una especie de bacteria gramnegativa del género Massilia. Fue descrita en el año 2006. Su etimología hace referencia a blanca y amarilla. Es aerobia y móvil por flagelación perítrica. Tiene un tamaño de 1,8-2 μm de ancho por 3-3,5 μm de largo. Forma colonias circulares, convexas, secas, opacas y de color entre blanco y amarillo pálido en agar NA. Temperatura de crecimiento entre 10-45 °C, óptima de 28-30 °C. Catalasa y oxidasa positivas. Tiene un contenido de G+C de 65,3%. Se ha aislado de suelos contaminados por metales pesados en Nankín, China. De esta especie se ha aislado una proteína llamada massiliamida, que consiste en un tetrapéptido con actividad inhibidora de la tirosinasa, sin citotoxicidad. Por ello, esta proteína podría tener aplicación como agente despigmentante.